# Попович Костянтин Євсебійович
Костянтин Попович (*1846, м. Чернівці — †1943, Чернівці) — професор церковного права, ректор Чернівецького університету в 1888-1889 навчальному році

## Біографія
Народився у сім'ї професора теології Євсебія Поповича.
Початкову освіту здобув у гімназії, після закінчення якої студіював теологію.
З 1870 року вивчав пасторальну теологію і церковне право в Віденському університеті.
З 1873 року працював спочатку вчителем православної релігії в учительській семінарії, а потім — професором церков і церковного права в Чернівецькому православному коледжі аж до його злиття з Чернівецьким університетом.
З 1875 року Костянтина Поповича (коли був створений Чернівецький університет імені Франца Йосифа) призначено позаштатним професором церковного права у Чернівецькому університеті, а з 1880 року — штатним професором.
За час роботи в Чернівецькому університеті К. Попович був деканом факультету теології (1881—1882, 1886—1887, 1892—1893, 1896—1897), членом Державної екзаменаційної комісії факультету.
В 1888-1889 навчальному році К. Попович обирався ректором Чернівецького університету.
Помер і похований у Чернівцях 1943 року.

## Основні наукові публікації[2]
- «Характер церковного права і його місце в системі наук»;
- «Вчення дванадцяти апостолів» (1886);
- "Апостольські канони. Вклад у вирішення питання про їх походження " (1896).